# Dottrina Kirkpatrick
Con Dottrina Kirkpatrick si indica la dottrina di politica estera elaborata da Jeane Kirkpatrick, ambasciatrice degli Stati Uniti d'America presso le Nazioni Unite tra il 1981 e il 1985, sotto la presidenza Reagan.

## Storia
La dottrina prevede una distinzione tra fenomeni autoritari e fenomeni totalitari in America Latina. Jeane Kirkpatrick pensava fosse preferibile che gli Stati Uniti mantenessero rapporti amichevoli con i regimi autoritari dell'America latina per incoraggiarli a proseguire il loro cammino politico verso la democrazia, e che nonostante tra di essi ci fossero dittature, erano comunque alleati degli USA. D'altra parte invece, la Kirkpatrick sosteneva che nei regimi totalitari dell'America latina non si prospettasse una successiva transizione alla democrazia, ed era dunque inutile da parte del governo statunitense qualsiasi tentativo di dialogo e cooperazione con questi. La dottrina è stata utilizzata per giustificare la politica estera statunitense di sostegno alle dittature anticomuniste del Terzo mondo durante la Guerra fredda.